# Lo zoo di vetro (film 1987)
Lo zoo di vetro (The Glass Menagerie) è un film del 1987 diretto da Paul Newman. È il remake dell'omonima pellicola girata in bianco e nero da Irving Rapper nel 1950.
Tratto dal lavoro teatrale omonimo di Tennessee Williams, è stato presentato in concorso al 40º Festival di Cannes.

## Trama
Tom Wingfield, dopo anni di vagabondaggi per il mondo, torna a St. Louis nella sua vecchia casa abbandonata e fatiscente dove ha la madre Amanda e la sorella Laura e fra quelle mura inizia a ricordare la sua vita di giovane insoddisfatto.
Insofferente alle prediche ossessive della madre, una volta benestante e ammirata, abbandonata dal marito coi due figli piccoli, preoccupata in modo quasi patologico per l'avvenire della figlia, complessata da sempre per il fatto di essere claudicante. La donna, nevrotica, delusa e scoraggiata dagli eventi della sua vita e dalle prospettive per i figli, assilla i ragazzi con sollecitazioni ed osservazioni esasperanti trasformando il suo morboso amore per loro in una vera e propria persecuzione psicologica.
Tom, che si diletta a scrivere poesie e a sognare grandi avventure, si ribella a questo suo atteggiamento e ha con lei frequenti litigi che finiscono però sempre con il ragazzo che chiede scusa alla madre. Laura invece si chiude sempre di più in se stessa e nella sua vita monotona e senza sbocchi: le uniche sue occupazioni sono una collezione di statuette di animali di vetro e l'ascolto di vecchi dischi.
La madre, disperata, desidererebbe per lei un uomo che l'amasse e le assicurasse l'avvenire. Quindi chiede risolutamente a Tom, il quale cerca di placare la propria insoddisfazione rifugiandosi per ore al cinema, di presentare un ragazzo alla sorella. Amanda, dal canto suo, oltre a pungolare la figlia a reagire, cerca di riallacciare rapporti di amicizia con alcune persone tramite patetiche telefonate che però si risolvono con un nulla fatto. E così Tom una sera invita a cena Jim O'Connor, un suo amico e collega di lavoro nonché ex compagno di liceo di Laura, la quale ne era anche infatuata.